# Rajd Turcji 2005
Rezultaty Rajdu Turcji w 2005 roku:

## Klasyfikacja ostateczna (punktujący zawodnicy)
| lp. | zawodnik          | pilot           | samochód                   | czas      | różnica | grupa | pkt. |
| --- | ----------------- | --------------- | -------------------------- | --------- | ------- | ----- | ---- |
| 1   | Sébastien Loeb    | Daniel Elena    | Citroën Xsara WRC          | 4:21:48.0 |         | A8 M  | 10   |
| 2   | Petter Solberg    | Phil Mills      | Subaru Impreza S11 WRC '05 | 4:22:47.6 | +59.6   | A8 M  | 8    |
| 3   | Marcus Grönholm   | Timo Rautiainen | Peugeot 307 WRC            | 4:23:03.3 | +1:15.3 | A8 M  | 6    |
| 4   | Carlos Sainz      | Marc Martí      | Citroën Xsara WRC          | 4:26:05.3 | +4:17.9 | A8 M  | 5    |
| 5   | Markko Märtin     | Michael Park    | Peugeot 307 WRC            | 4:27:45.2 | +5:57.2 | A8 M  | 4    |
| 6   | Toni Gardemeister | Jakke Honkanen  | Ford Focus RS WRC '04      | 4:29:55.3 | +8:07.3 | A8 M  | 3    |
| 7   | Roman Kresta      | Jan Možný       | Ford Focus RS WRC '04      | 4:30:36.3 | +8:48.3 | A8 M  | 2    |
| 8   | Gianluigi Galli   | Guido D’Amore   | Mitsubishi Lancer WRC 05   | 4:31:26.9 | +9:38.9 | A8 M  | 1    |

1. ↑  Litera M przy oznaczeniu grupy do której należy samochód oznacza, iż tylko ci kierowcy zdobywali punkty dla swoich zespołów liczonych w klasyfikacji producentów na koniec sezonu.

## Zwycięzcy odcinków specjalnych
| Numer | Nazwa         | Zwycięzca                   |
| ----- | ------------- | --------------------------- |
| OS1   | Efes Pilsen 1 | nie odbył się               |
| OS2   | Phaselis 1    | S. LOEB / D. ELENA          |
| OS3   | Arykanda 1    | S. LOEB / D. ELENA          |
| OS4   | Perge 1       | G. GALLI / G. D'AMORE       |
| OS5   | Myra 1        | S. LOEB / D. ELENA          |
| OS6   | Arykanda 2    | S. LOEB / D. ELENA          |
| OS7   | Perge 2       | S. LOEB / D. ELENA          |
| OS8   | Myrga 2       | S. LOEB / D. ELENA          |
| OS9   | Efes Pilsen 2 | S. LOEB / D. ELENA          |
| OS10  | Kemer 1       | P. SOLBERG / P. MILLS       |
| OS11  | Silyon 1      | S. LOEB / D. ELENA          |
| OS12  | Kemer 2       | P. SOLBERG / P. MILLS       |
| OS13  | Silyon 2      | P. SOLBERG / P. MILLS       |
| OS14  | Chimera 1     | G. GALLI / G. D'AMORE       |
| OS15  | Phaselis 2    | S. LOEB / D. ELENA          |
| OS16  | Efes Pilsen 3 | S. LOEB / D. ELENA          |
| OS17  | Chimera 2     | P. SOLBERG / P. MILLS       |
| OS18  | Olympos       | M. GRÖNHOLM / T. RAUTIAINEN |

## Wydarzenia podczas rajdu
Pogoda podczas Rajdu Turcji nie zapowiadała się zbyt dobrze. Pierwszego dnia często padało, co utrudniało i uatrakcyjniało walkę.
- Już na OS1 Loeb miał problemy na starcie.
- Na OS3 wypadek miał Chris Atkinson. Australijski kierowca najechał na spory kamień, urwał tylny spojler oraz uszkodził zbiornik paliwa. Serwis Australijczyka nie był w stanie naprawić uszkodzeń w regulaminowym czasie, więc Atkinson nie miał już szans na zajęcie przyzwoitej pozycji.
- OS4 to miejsce wielkiej niespodzianki Rajdu Turcji. Fenomenalnie jadący pierwszego dnia Gigi Galli awansował na pierwszą pozycję, przeganiając Francuza Loeba.
- Na OS5 w wyniku awarii z wyścigu zrezygnował Armin Schwarz

Drugiego dnia pogoda znacznie się poprawiła, co spowodowało znacznie mniejszą liczbę wypadków.
- Jednak już na OS10 ogromnego pecha miał Gian-Luigi Galli. Zły start oraz awaria turbo nie pozwoliła mu jechać wystarczająco szybko, przez co stracił wiele pozycji. Później okazało się, że przyczyną awarii było pęknięcie mocowania ciśnieniowego przewodów.
- Do OS14 trwała zacięta walka Markko Märtina z Tonim Gardemeistrem, jednak ten drugi uszkodził koło i stracił szanse w walce o 5. pozycję

Po drugim dniu prowadził Loeb, drugi był Solberg, trzeci Grönholm. Trzeciego dnia miały miejsce tylko dwa OS-y, więc nic w czołówce już się nie zmieniło.
Warto zauważyć, że w tym rajdzie po raz pierwszy od ubiegłorocznego Rajdu Katalonii wystartował Hiszpan Carlos Sainz i zajął przyzwoitą pozycję. Na prośbę szefa zespołu Citroën Carlos wystartuje także w Rajdzie Grecji.

## Klasyfikacja po 7 rundach
Tabele przedstawiają tylko pięć pierwszych miejsc.

### Kierowcy
| Lp. | Kierowca          | Pkt |
| --- | ----------------- | --- |
| 1   | Sébastien Loeb    | 55  |
| 2   | Petter Solberg    | 42  |
| 3   | Markko Märtin     | 38  |
| 4   | Marcus Grönholm   | 32  |
| 5   | Toni Gardemeister | 31  |

### Producenci
| Lp. | Producent                | Pkt |
| --- | ------------------------ | --- |
| 1   | Malboro Peugeot Total    | 72  |
| 2   | Citroën Total            | 68  |
| 3   | BP Ford World Rally Team | 49  |
| 4   | Subaru World Rally Team  | 46  |
| 5   | Mitsubishi Motors        | 30  |